# دورهام (کانزاس)
دورهام (به انگلیسی: Durham) شهری در ایالت کانزاس کشور ایالات متحده آمریکا است که جمعیت آن در سرشماری سال ۲۰۱۰ میلادی، ۱۱۲ نفر بوده‌است.